# 原田次郎
原田 次郎（はらだ じろう、1894年（明治27年）11月10日 - 1989年（平成元年）12月20日）は、大日本帝国陸軍軍人。最終階級は陸軍中将。功四級。

## 経歴・人物
佐賀県出身。1915年（大正4年）5月、陸軍士官学校第27期卒業、同年12月に陸軍歩兵少尉に任官。1926年（大正15年）陸軍大学校第38期卒業。
1936年（昭和11年）8月に第2師団参謀を経て、1938年（昭和13年）3月に陸軍歩兵大佐に進み、同年7月に第2師団参謀長に発令される。ついで、1940年（昭和15年）12月に陸軍士官学校教授部長に転じ、1941年（昭和16年）3月に陸軍少将に進む。
大東亜戦争に入ると、同年8月に第17歩兵団長（支那派遣軍、第13軍、第17師団）に任ぜられ、1942年（昭和17年）11月に保定幹部候補生隊長、1944年（昭和19年）1月に独立混成第30旅団長（南方軍、第14軍）を経て、同年6月に陸軍中将・第100師団長（第14方面軍、第35軍）に親補され、ミンダナオ島で米上陸軍相手に第32特別根拠地隊などの海軍部隊も統一指揮して抵抗を続けた。
1947年（昭和22年）11月28日、公職追放仮指定を受けた。

## 栄典
勲章
- 1944年（昭和19年）8月15日  - 勲一等瑞宝章[5]